# De verwondering (televisieprogramma)
De verwondering is een televisieprogramma van de Nederlandse publieke omroep KRO-NCRV, gepresenteerd door Annemiek Schrijver. Het programma wordt uitgezonden op zondagochtenden om 08.25 uur op NPO 2. Tot en met 2019 was het programma ondergebracht bij de NCRV.
In De verwondering ontvangt Annemiek een gast in haar boshuisje bij ’s-Graveland. Daar spreken zij frank en vrij over de zin en onzin van het leven en zoeken, weg van de waan van de dag, toevlucht bij inspirerende woorden. Een door de gast aangedragen tekst en diens persoonlijk levensverhaal vormen het uitgangspunt van het gesprek. In die hoedanigheid kan het worden beschouwd als een vervolg op Het Vermoeden dat zij jarenlang presenteerde voor achtereenvolgens de IKON en de EO.
De verwondering is een levensbeschouwelijk programma dat bedoeld is om de kijker te inspireren met inzichten van gasten die verschillende maatschappelijke, religieuze of spirituele achtergronden hebben.
Het programma kende ook een magazine, De Verwondering Over levenskunst en geluk, met Schrijver als hoofdredacteur. De laatste editie verscheen in maart 2021.
Onder de titel De verwondering podcast stelt Schrijver per 2020 tevens podcasts samen, te beluisteren via Spotify, Apple Podcasts en de website van NPO Radio 1. Zomer 2021 startte zij met De Verwondering Zomerdromers, korte interviews die via YouTube te bekijken zijn.